# Эрати, Каимаури
Каимаури Эрати (англ. Kaimauri Erati; род. 13 июня 2004) — кирибатийский тяжелоатлет. Участник летних Олимпийских игр 2024 года, бронзовый призёр чемпионата Океании 2023 года, бронзовый призёр Тихоокеанских игр 2023 года.

## Биография
Каимаури Эрати родился 13 июня 2004 года.
В 2019 году выступал на Тихоокеанских играх в Апиа. В весовой категории до 55 кг поднял в толчке 75 кг, но в рывке не взял начальный вес 60 кг и выбыл из борьбы.
В 2023 году участвовал в чемпионате мира в Эр-Рияде. В весе до 67 кг занял последнее, 18-е место, подняв в сумме двоеборья 210 кг (95 кг в рывке + 115 кг в толчке).
В том же году выступал на Тихоокеанских играх в Хониаре, в рамках которых также проводился чемпионат Океании, и завоевал бронзу в весе до 67 кг, подняв 220 (100+120) кг, установив рекорды Кирибати в двоеборье, рывке и толчке.
В 2024 году вошёл в состав сборной Кирибати на летних Олимпийских играх в Париже. В весе до 61 кг занял последнее, 7-е место с результатом 220 (100+120) кг, уступив 90 кг завоевавшему золото Ли Фабиню из Китая. Был знаменосцем сборной Кирибати на церемониях открытия и закрытия Олимпиады.